# 成昌之战
成昌之战，又称无盐大捷或无盐战役，是发生在西汉末年王莽与赤眉军之间的一场战役。战役地点为无盐县（今山东东平无盐村）周围。

## 背景
王莽托古改制之后，造成了“工商失业”“百姓困乏”，各地农民纷纷起义，山东爆发了樊崇领导的赤眉军起义，随后，无盐县人索卢恢在无盐起义响应赤眉军。

## 战斗经过

### 无盐屠杀
地皇三年（公元22年），王莽派更始将军廉丹、太师王匡统帅精兵围剿樊崇部。但新莽军素质低下，所到之处烧杀抢掠。十月，击败无盐起义军，攻破无盐县城并屠城，近万百姓被屠杀。

### 无盐大捷
无盐县城攻下后不久，王匡闻赤眉军董宪部正活动在梁地，于是率军南下，此时，赤眉军已经迫近无盐附近的成昌。新莽军出无盐城后不久，就在成昌与赤眉军主力和索卢恢部相遇。莽军措手不及，大败，赤眉军随后追击至无盐，杀廉丹及其部下校尉20余人，大获全胜。

## 分析
- 民谣“宁逢赤眉，不逢太师，太师尚可，更始（更始将军廉丹）杀我”说明莽军滥杀，已经失去人心。
- 莽军对敌情掌握不够。当赤眉军行军到家门口时，新莽军浑然不知，甚至还要千里奔袭去攻打河南境内的赤眉军[2]。